# Jesús Vallejo
Jesús Vallejo Lázaro (Zaragoza, 5 de janeiro de 1997) é um futebolista espanhol que atua como zagueiro. Atualmente, joga pelo Albacete.

## Carreira
Vallejo foi revelado pelo Real Zaragoza em 2013. Em 2015, foi contratado pelo Real Madrid por dois milhões de euros. Porém, no mesmo ano, o jogador voltou para o Real Zaragoza, só que por empréstimo. Vallejo também foi emprestado para o Eintracht Frankfurt. Seu contrato com o clube alemão acabou no dia 30 de junho de 2017.

## Títulos
Real Madrid
- Copa do Mundo de Clubes da FIFA: 2017, 2018, 2022
- Liga dos Campeões da UEFA: 2017–18, 2021–22
- La Liga: 2021–22
- Supercopa da Espanha: 2021–22
- Supercopa da UEFA: 2022, 2024
- Copa do Rei: 2022–23
- Copa Intercontinental da FIFA: 2024

Espanha
- Campeonato Europeu Sub-19: 2015
- Campeonato Europeu Sub-21: 2019

### Prêmios individuais
- Equipe do torneio do Campeonato Europeu Sub-19 de 2015[2]
- 59º melhor jogador sub-21 de 2016 (FourFourTwo)[3]
- Equipe do torneio do Campeonato Europeu Sub-21 de 2019[4]